# Bertrand Pernot du Breuil
Pour les articles homonymes, voir du Breuil.
Bertrand Pernot du Breuil (né le 3 novembre 1926 à Saumur, mort le 24 mars 2011 dans le 16e arrondissement de Paris est un cavalier français de saut d'obstacles.

## Carrière
Bertrand Pernot du Breuil est le fils de Henri Pernot du Breuil, général de corps d'armée, cavalier ayant participé aux Jeux olympiques d'été de 1928 et de 1936, et de son épouse Élisabeth de Lamirault. Il devient militaire à son tour.
Bertrand Pernot du Breuil participe aux Jeux olympiques d'été de 1952 à Helsinki où il finit 16e de l'épreuve individuelle et 5e de l'épreuve par équipes.
Il épouse Roselyne Béghin, héritière de l'industriel Ferdinand Béghin, et devient en 1963 président-directeur général de la Société Anonyme du Carton Ondulé Cuirassé (SACOC), une filiale. Il est par ailleurs président d'une société d'encouragement hippique.

## Distinctions
- Officier de la Légion d'honneur[3]
- Croix de guerre 1939-1945
- Croix de guerre des Théâtres d'opérations extérieurs
- Commandeur du Mérite agricole[4]